# Suro-Craic
Suro-Craic (Suro-Craik, Surocraic, Suro Craique, deutsch „Unter-Suro“)  ist ein osttimoresischer Suco im Verwaltungsamt Ainaro (Gemeinde Ainaro).

## Geographie
Suro-Craic liegt im Osten des Verwaltungsamtes Ainaro. Nördlich liegt der Suco Soro, nordwestlich der Suco Ainaro und südwestlich der Suco Cassa. Die Ostgrenze zum Suco Leolima (Verwaltungsamt Hato-Udo) bildet der Belulik. Der Grenze zu Ainaro folgt der Maumall. Nach der Vereinigung mit dem Saral entsteht der Buronuno, der Grenzfluss zu Cassa. In ihn mündet der Cehul, der in Suro-Craic entspringt. An der Südspitze von Suro-Craic mündet der Buronuno schließlich in den Belulik. Suro-Craic hat eine Fläche von 31,71 km². Der Suco teilt sich in die vier Aldeias Ailau, Bazar, Nó-Ulo (Noulo) und Ria-Mori (Riamori, Reamori).
Der Hauptort Suro-Craic befindet sich im Zentrum des Sucos. An ihn schließt sich südlich das Dorf Ailau an, nördlich liegt er Weiler Bazar. Im Norden liegen eng nebeneinander die Dörfer Ria-Mori, Nó-Ulo und Orema. Der Süden ist nahezu unbesiedelt.
Im Ort Suro-Craic gibt es ein Hospital und eine Kapelle. Die Grundschule befindet sich im benachbarten Ailau. 2021 war der Suco noch ohne Anschluss an das Stromnetz.

## Einwohner
Im Suco leben 1.547 Menschen (2022), davon sind 817 Männer und 730 Frauen. Im Suco gibt es 281 Haushalte. Über 90 % der Einwohner geben Mambai als ihre Muttersprache an. Etwa 5 % sprechen Tetum Prasa.

## Politik
Bei den Wahlen von 2004/2005 wurde Alarico Ferreira Verdial zum Chefe de Suco gewählt. Bei den Wahlen 2009 gewann Luciano dos Reis und 2016 Ronaldo Soares.